# احتسابیه
احتسابیه یکی از محله‌های شمال شرقی تهران است. این محله بین سوهانک و حدیقه در منطقه ۱ شهرداری تهران قرار دارد.

## تاریخچه
احتسابیه در زمان ناصرالدین شاه قاجار، توسط آقا رضاخان اقبال السلطنه وزیر قورخانه آباد شده‌است. آقا رضاخان زمین‌های منطقه را به تقی‌خان احتساب‌الملک، شهردار وقت تهران، فروخت و بعد از مدتی، اراضی به چند یهودی بهائی‌شده واگذار شد.
اکنون این محله شامل قسمت‌های شمالی شهرک شهید محلاتی می‌شود.